# 天理医療大学
天理医療大学（てんりいりょうだいがく、英語: Tenri Health Care University）は、奈良県天理市別所町に本部を置いていた私立大学。

## 概観
- 学校法人天理よろづ相談所学園により2012年、奈良県天理市内に設置された日本の私立大学。天理よろづ相談所病院が母体となっており、医療系2学科を置く。

### 大学全体
- 天理医療大学は、2012年に設置されたが、起源は1967年に創設された天理高等看護学院・天理衛生検査技師学校となっている。2023年に天理大学に譲渡。

### 建学の精神（校訓・理念・学是）
- 天理医療大学における建学の精神は「人に尽くすことを自らのよろこびとする」となっている。

### 教育および研究
- 前身校である看護学院および医学技術学校の理念と実績を継承し、看護師と臨床検査技師の養成を執り行っている。

### 学風および特色
- 天理教の思想を取り入れている。

## 沿革

### 略歴
- 大元である天理よろづ相談所病院は1935年に前身である天理よろづ相談所として開設され、1966年に財団法人の認可を受けて創設されている。その翌年、医療技術者養成の充実をはかるべく、臨床検査技師及び看護師の養成にも力をいれ、2012年度より大学を設置し、現在にいたる。

### 年表
- 1966年 母体となる天理よろづ相談所が創設される。
- 1967年 前身校である天理高等看護学院（二年課程）と天理衛生検査技師学校を設置。
- 1972年 天理高等看護学院の学生寮である「第2よろこび寮」が竣工。
- 1974年 天理衛生検査技師学校が天理医学技術学校へと改称。
- 1979年 天理高等看護学院が専修学校認可される。また学院名が天理看護学院に改称される。天理医学技術学校が専修学校〈医療専門課程〉認可される。
- 1985年 天理看護学院が三年過程を認可され、三年制の第一看護学科とする。従来の二年課程は第二看護学科に名称を変更する。
- 1994年 天理医学技術学校が「専門士」称号授与を認可される。
- 1995年 天理看護学院が「専門士」称号授与を認可される。
- 1996年 天理看護学院と天理医学技術学校の新校舎が竣工される。
- 2001年 天理医学技術学校に昼間1年制の臨床工学専攻科が新設される。
- 2003年 天理看護学院の学生寮を「よろこび寮」と改称する。また、男子学生寮として「おやさと一号館」を竣工する。
- 2005年 天理看護学院、第二看護学科を閉科する。また、昼間1年制の助産学科が新設される。
- 2009年 女子学生寮として「別所よろこび寮」が竣工される。
- 2012年 天理医療大学設置される。天理看護学院と天理医学技術学校の生徒の募集を停止する。
- 2023年3月31日 学校法人天理よろづ相談所学園は解散し、学校法人天理大学へ統合。在籍学生は2023年4月1日に開設される天理大学医療学部へ転籍。そのため、「天理医療大学」の名称自体は消滅した。

## 基礎データ

### 所在地
- 奈良県天理市別所町80-1

### 象徴
- 校章は、天理医療大学の前身である「天理看護学院」と「天理医学技術学校」の校章を統合し、本学の英語名「TENRI HEALTH CARE UNIVERSITY」を円状に配置したものとなっている。
- ロゴマークについても、前身である「天理看護学院」と「天理医学技術学校」が統合するイメージを醸し出したものとなっている。かつ天理の「Ｔ」を医療機関として成長する姿、翼を広げて未来にはばたく姿を表現。カラーは「天理教の精神」である紫と赤。ちなみに赤は「憩の家」のモットーである“笑顔と親切”を表現したものとなっている。

## 教育および研究

### 組織

#### 学部
- 医療学部
  - 看護学科
  - 臨床検査学科

#### 大学院
- なし

#### 専攻科
- なし

#### 別科
- なし

#### 附属機関
- 図書館が附属している。なお、図書館は一般開放されておらず、利用は同大学の学生・教職員と卒業生（前身校を含む）、および天理よろづ相談所病院の職員および退職者に限られている。

## 学生生活

### 学園祭
- 学園祭として天医祭が開学当初から行われている。

## 施設

### 学生食堂
- 臨床検査学科棟 5階

### 寮
- 別所よろこび寮（女子学生寮）　　所在地：奈良県天理市別所町80番地2
- おやさと一号館（男子学生寮）　　所在地：奈良県天理市富堂町157番地1

## 大学関係者と組織

### 大学関係者一覧
- 吉田修（天理医療大学学長。前奈良県立医科大学理事長、iPSアカデミアジャパン株式会社代表取締役前社長）

## 対外関係

### 関係校
- 天理大学
- 天理看護学院
- 天理医学技術学校

### 系列校
座標: 北緯34度36分24.2秒 東経135度50分10秒 / 北緯34.606722度 東経135.83611度